# Míra Hejda
Míra Hejda, vlastním jménem Miroslav Hejda (* 10. října 1983 Plzeň), je český moderátor, producent a podnikatel. Mezi lety 2014 a 2020 moderoval televizní pořad Snídaně s Novou s manželkou Zorkou. Moderuje vlastní talkshow Limuzína na TV Óčko. Jako Osobní řidič má na Primě show o autech a provozuje dvě online televize o bydlení a architektuře.

## Kariéra
V 19 letech začal Hejda pracovat jako asistent produkce v západočeském rádiu KissProton (dnes rádio Kiss). O dva roky později, v roce 2004, uspěl v konkurzu na moderátora rádia. Moderoval zde odpolední a později i ranní show. V říjnu roku 2005 se stal moderátorem v televizi a to konkrétně od západočeské ZAK TV, kde moderoval regionální zprávy. Později začal moderovat také v TV Óčko a v TV Prima, kde ve svých 23 letech moderoval show Vyvolení 3 – Noví hrdinové po boku Terezy Pergnerové. Po celou dobu televizního moderování zůstal také v rádiu KissProton a stal se programovým ředitelem stanice. Byl jednou z hlavních tváří projektu Kiss Party Live.
V roce 2008 spustil svoji vlastní talkshow Limuzína s Mírou Hejdou, která se na Óčko Star vysílá dodnes (2021). Svojí producentskou činnost rozvíjel i v oblasti automobilů. Sedm let produkoval pořad Autocental. K testování vozů se vrátil v roce 2020 jako ambasador značky Auta Super a značky oblečení Porsche design pro ČR.
V roce 2014 utvořil Míra Hejda moderátorské duo televizního pořadu Snídaně s Novou se svou partnerkou Zorou Hejdovou (tehdy Kepkovou). Tuto show moderovali do roku 2020.
V roce 2017 spustil vlastní internetovou televizi o bydlení TVbydleni.cz. Vyrábí vlastní seriály na téma stavby a rekonstrukce (např. Stavba není sen), na téma investic do nemovitostí a developerských projektů. Pořady dodává i do TV Seznamu / Stream.
Ve skupině Living Media, která zaštiťuje TVBydleni.cz a TVArchitect.com, zastává post spolumajitele a generálního ředitele.
Od prosince 2023 moderuje reality show Big Brother na stanici TV Nova.

## Osobní život
Narodil se v říjnu roku 1983 v Plzni. Vystudoval střední průmyslovou školu dopravní. V roce 2012 Míra Hejda požádal o ruku svou partnerku Zoru Hejdovou v přímém přenosu Snídaně s Novou. Další rok proběhla jejich svatba na zámku Blatná. Zorka Hejdová je taktéž moderátorkou (TV Nova, Evropa 2 a další). Pár spolu žije na okraji Plzně. Právě při výstavbě jejich domu se zrodila myšlenka na pořad Stavba není sen. Svůj prosklený dům však veřejně neprezentuje.
V roce 2021 se páru narodil syn Nikolas.